# Necrodes littoralis
Espèce
Necrodes littoralis est une espèce d'insectes de l'ordre des coléoptères, de la famille des Silphidae, de la sous-famille des Silphinae, et de la tribu des Necrodini.

## Description
- De couleur noire, les trois derniers articles des antennes d'un brun rouge aussi bien que le dessous des quatre tarses antérieurs chez le mâle.
- Corselet et élytres pointillés, ceux-ci avec trois côtes longitudinales élevées avec une petite gibbosité transversale entre la deuxième et la troisième côte vers les deux tiers des élytres[1].

## Systématique
Cette espèce a été décrite par l'entomologiste suédois Carl von Linné en 1758, sous le nom initial de Silpha littoralis.

### Synonymie
Liste de synonymes :
- Silpha littoralis Linné, 1758 Protonyme
- Silpha rufoclavata (De Geer, 1774)
- Silpha clavipes (Sulzer, 1776)
- Peltis femorata (O. F. Müller, 1776)
- Peltis contusus (Bergsträsser, 1778)
- Silpha livida (Herbst, 1783)
- Peltis gibbosa (Geoffroy in Fourcroy, 1785)
- Necrodes curtisi (Leach, 1815)
- Necrodes asiaticus (Portevin, 1922)